# Arangorena
L'Arangorena (ou Arangoreneko erreka) est une rivière dans la province basque de Soule, du département des Pyrénées-Atlantiques, en région Nouvelle-Aquitaine, et un affluent gauche du Saison à Ordiarp, donc un sous-affluent du fleuve l'Adour.

## Géographie

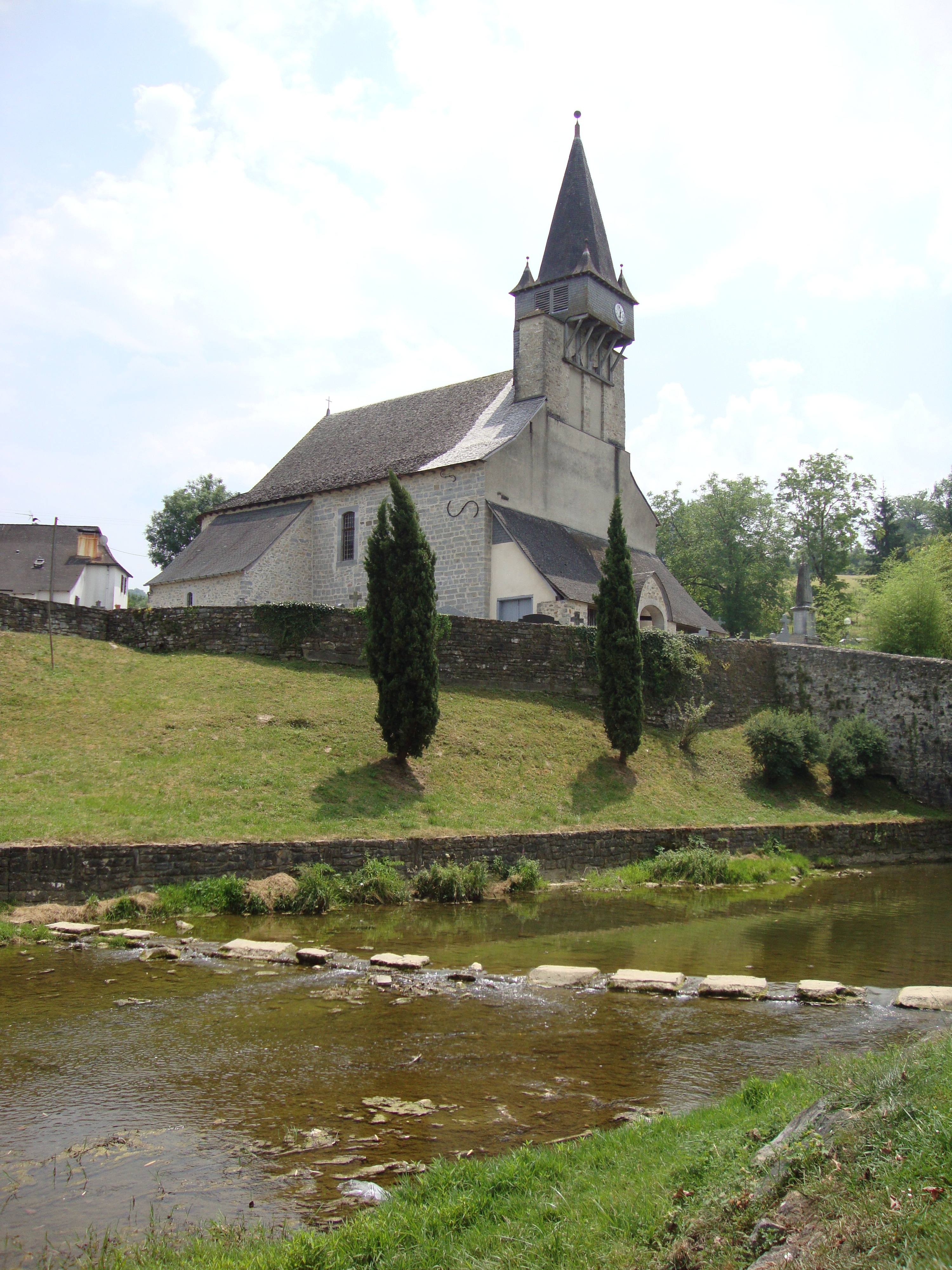
L'église d'Ordiarp et un des gués sur l'Arangorena

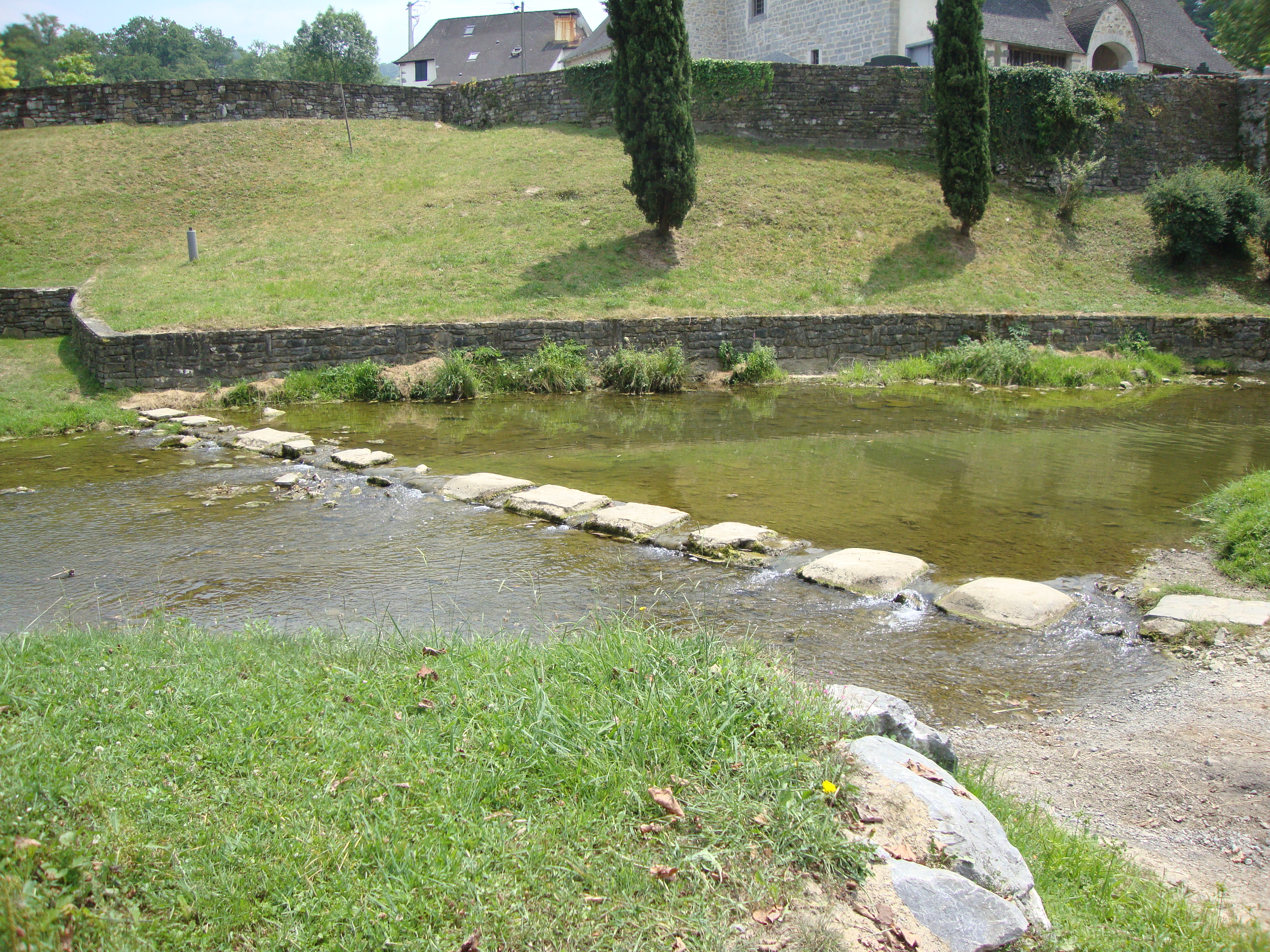
L'Arangorena, un des gués à Ordiarp

De 13 km de longueur,, l'Arangorena ou Arangoreneko erreka, selon le SANDRE, naît au lieu-dit Ttanpenea, à l'est de Garaibi, sous le col de Napale ou col de Naphalea (541 m, sur la commune d'Ordiarp, à 448 m d'altitude. Il se jette dans la Saison à Larhuntzun, sur la même commune d'Ordiap, à 153 m d'altitude.
Haran gorena signifie « la vallée la plus haute » en euskara.

### Communes et cantons traversés
Dans le seul département des Pyrénées-Atlantiques, l'Arangoreneko erreka traverse ou longe les trois communes suivantes, de l'amont l'aval, de Ordiarp (source et confluence), Idaux-Mendy, Aussurucq.
Soit en termes de cantons, l'Arangoreneko erreka prend source dans le canton de Montagne Basque, dans l'arrondissement d'Oloron-Sainte-Marie, dans l'intercommunalité communauté d'agglomération du Pays Basque.

## Affluents

### Principaux affluents
- Abarrakia (Abarakia, Habarakia) (rg[note 2]), 5,5 km, du col d'Ehutza (549 m)
  - Latsarteko erreka (rg), 2,9 km, du Kakueta
- Ehuzarrena (rg),

tous de Musculdy.

### Rang de Strahler
Le rang de Strahler de l'Arangoreneko erreka est de quatre par le ruisseau Abarakia et Lasartea.

## Hydrologie
Son régime hydrologique est dit pluvial océanique.